# À la polonaise (sztuka kulinarna)
Po polsku, (fr.) à la polonaise – w terminologii kulinarnej sposób przygotowywania potraw, szczególnie kalafiora i szparagów. W polskich przepisach pojawia się określenie „po polsku”; w terminologii francuskiej i światowej używa się określenia francuskiego à la polonaise. Określa się w ten sposób podawanie potraw, przeważnie warzyw, ze zrumienionym masłem i bułką tartą, a często także rozdrobnionymi jajkami na twardo (względnie samymi żółtkami) i posiekaną natką pietruszki; termin może odnosić się również do sposobu przygotowywania potraw w stylu polskim, na wzór polski, tak jak przygotowuje się te potrawy w Polsce, wskazując na konotacje etniczne.

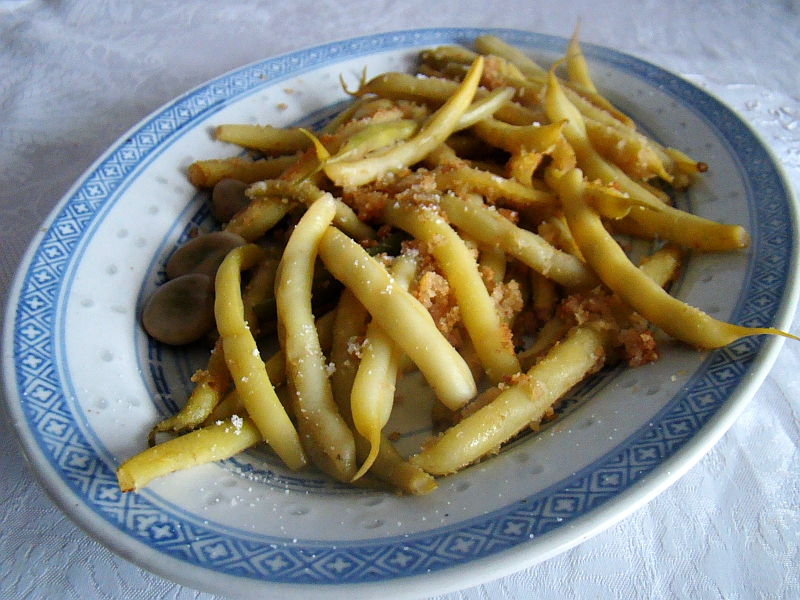
Fasolka szparagowa podana z bułką tartą podsmażoną na maśle.

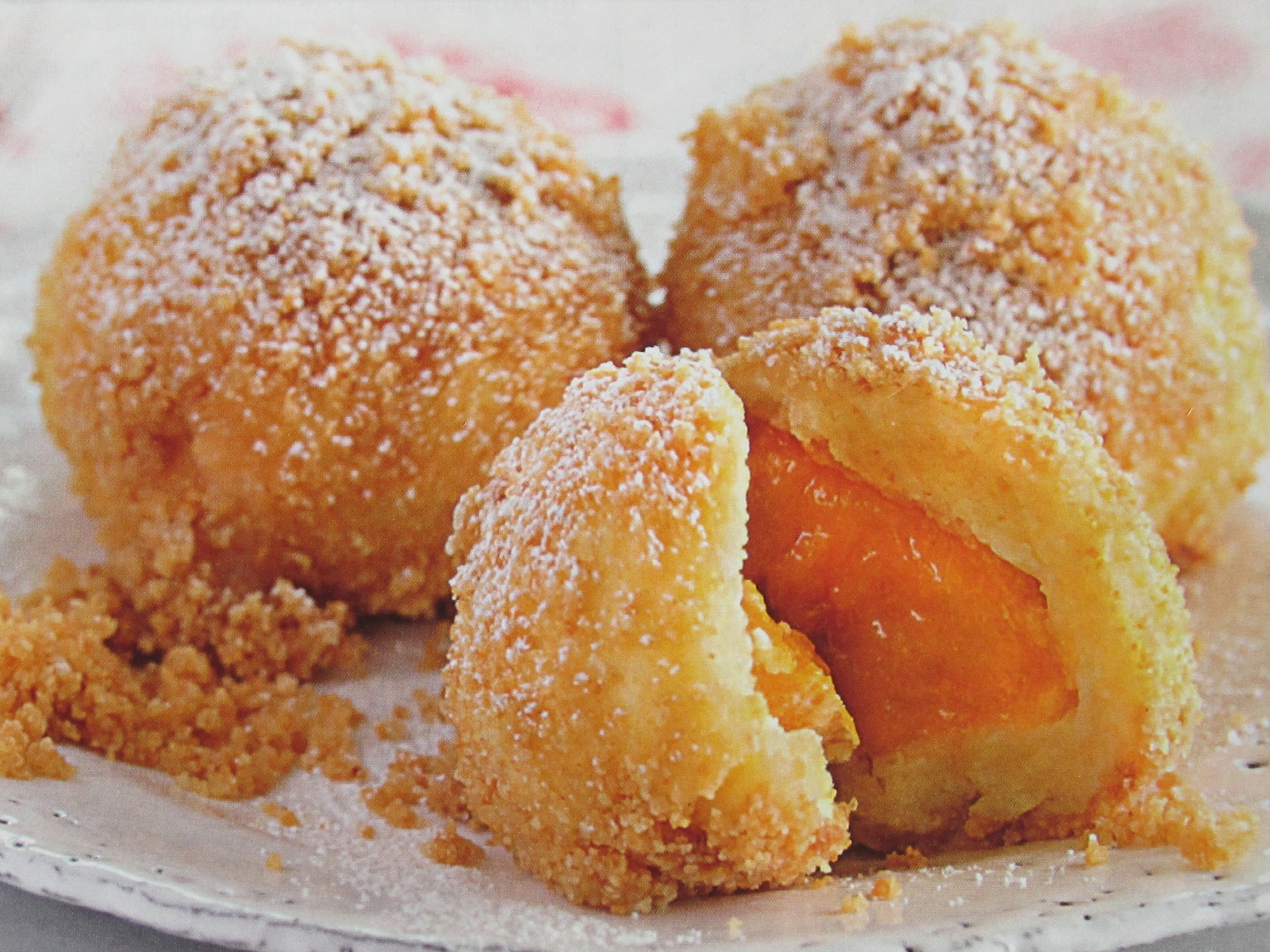
Knedle (z morelami) obtoczone w zrumienionej na maśle bułce tartej i posypane cukrem pudrem

Przepisy na podawane w ten sposób warzywa pojawiają się już w starszych polskich książkach kucharskich, np. u Lucyny Ćwierczakiewiczowej:

kalafior - podają się z masłem i bułeczką rumianą, lub z sosem holenderskim żółtym; 
szparagi – zalać bułką tartą zrumienioną w maśle, a osobno podać w sosierce młode klarowane masło, lub sos szodonowy; 
fasola zielona – na wydaniu polać masłem z bułeczką rumianą.

Przepis na rumienienie bułki, z zaleceniem podawania jej do „polania kalafiorów, szparagów, flaczków, pierożków, klusek, knedli” podaje Maria Disslowa. 

## Potrawyà la polonaise

### Potrawy à la polonaise z masłem i bułką tartą
Encyklopedia Larousse gastronomique wymienia wiele takich potraw:
- Szparagi po polsku (asperges à la polonaise) – czubki szparagów pokrywa się pokruszonym żółtkiem lub jajkami na twardo z pietruszką. Gotowe do podania polewa się beurre noisette (odpowiednik zrumienionego masła), w którym przysmażono wcześniej na jasny kolor bułkę tartą. Masło z bułką tartą można też podać oddzielnie.

- Kalafior po polsku (chou-fleur à la polonaise) – ugotowane kalafiory ułożone na talerzach posmarowanych świeżym masłem posypuje się ugotowanymi żółtkami zmieszanymi z pietruszką, a następnie polewa beurre noisette z przysmażoną bułką tartą. Podaje się szybko, gdyż masło powinno być jeszcze spienione.

- Brukselka po polsku (choux de Bruxelles à la polonaise) – kapustę warzywną brukselską przyrządza się tak jak kalafior po polsku.

- Cykoria po polsku (endives à la polonaise); burak liściowy po polsku (bettes  à la polonaise) – cykorię i buraka liściowego przyrządza się podobnie jak szparagi po polsku.

- Kurczak po polsku (poullet à la polonaise) – kurczak nadziewany farszem à gratin (silnie spieczonym) zmieszanym z niewielką ilością namoczonego chleba i pietruszką. Związuje się go jak do gotowania i podsmaża na maśle, następnie piecze się go w naczyniu ceramicznym. Po zdjęciu sznurków skrapia sokiem z cytryny, następnie polewa masłem z podsmażoną w nim niewielką ilością bułki tartej (25 gramów na 150 gramów masła). Podobnie przygotowuje się młode kurczęta (poussin à la polonaise).

- Gelinotte en casserole à la polonaise – casserole (rodzaj zapiekanki) z jarząbka. Jarząbka nadziewa się farszem à gratin z ziarnami jałowca. Obwiązuje i gotuje w maśle w naczyniu ceramicznym. Po zdjęciu sznurków polewa bulionem z dziczyzny i skoncentrowanym bulionem wołowym oraz skrapia sokiem z cytryny. Następnie polewa się zrumienionym masłem z podsmażoną bułką tartą.

- Coquilles de foie de raie à la polonaise – wątroba płaszczki zapiekana w kokilkach z ziemniakami duchesse, posypana żółtkami i pietruszką, polana beurre noisette z podsmażoną bułką tartą.

- Flaki po polsku – prócz przepisu na flaki, tj. zupę z flaków wołowych (tripes de boeuf à la polonaise), istnieje także przepis na flaki smażone na brązowo na maśle  (gras-double de boeuf à la polonaise), posypane żółtkiem i pietruszką, skropione octem lub cytryną oraz polane masłem ze smażenia flaków, z podsmażoną bułką tartą.

- Ostrygi po polsku (huîtres à la polonaise) – posypane żółtkami i pietruszką ostrygi podgrzewa się w muszlach w piecu, a następnie polewa zrumienionym masłem z podsmażoną bułką tartą: po łyżeczce na sztukę.

- Kozibród po polsku (salsifis à la polonaise) – korzenie kozibrodu gotuje się w białym court-bouillon, a następnie dusi w maśle. Przed podaniem posypuje pokruszonymi jajkami lub żółtkami oraz pietruszką i polewa beurre noisette z podsmażoną bułką.

- Serca palmy (coeurs de palmiers) – serca palmy także podawane są à la polonaise.

### Potrawy à la polonaise bez masła i bułki tartej
Do innego typu potraw à la polonaise, tj. bez masła i bułki tartej, należą: 
- Karp po polsku (carpe à la polonaise) – karp nadziewany, gotowany z cebulą i szalotkami w winie i bulionie rybnym, podawany z sosem z gotowania z dodatkiem karmelu, octu i migdałów (karp po polsku w tradycyjnej kuchni polskiej podawany jest natomiast z szarym sosem polskim[6]);

- Cromesquis à la polonaise – rodzaj cromesquis, które same są potrawą zbliżoną do krokietów smażonych w głębokim tłuszczu – cromesquis à la polonaise przygotowuje się jednak z dużych i niesłodkich naleśników: cromesquis to potrawa pochodzenia polskiego lub rosyjskiego;

- Oeuf en cromesquis à la polonaise – jak zwykle oeuf cromesquis, podaje się jednak z sosem pomidorowym lub sosem piquante;

- Omlet po polsku (omelette à la polonaise) – omlet z nadzieniem z baraniny z sosem demi-glace, podawany sosem pomidorowym;

- Hachis de boeuf à la polonaise – potrawa mięsna (hachis, drobne, lecz nie zmielone kawałki mięsa) z pieczonej wołowiny z sosem demi-glace, podawana z sosem pomidorowym;

- Surówka z buraków po polsku (salade de beteraves à la polonaise) – surówka z buraków, przyprawiana musztardą, śmietaną, sokiem cytrynowym, pieprzem i solą, posypana gotowanymi żółtkami i chrzanem.